# Роговик дрібноцвітий
Роговик дрібноцвітий, роговик кримський як Cerastium tauricum (Cerastium brachypetalum) — вид рослин з родини гвоздикових (Caryophyllaceae), поширений у північно-західній Африці, Європі крім сходу, у західній Азії.

## Опис
Однорічна, струнка, сірувато-зелена, густо і м'яко волосиста і часто залозиста трава, зазвичай 15–40 см заввишки. Стебло просте або розгалужене від основи. Листки густо волосисті. Листки чашечки ланцетні, часто залозисті. Листки віночка зазвичай трохи коротші, ніж чашечка, двійчасті, на основі війкові, тичинок — 10. Плід — коробочка.

## Поширення
Поширений у північно-західній Африці, Європі крім сходу, у Західній Азії.
В Україні вид зростає на сухих кам'янистих схилах — у Криму, зазвичай.